# Evaristo Carvalho
Evaristo Carvalho (22 oktober 1941 – Lissabon, 28 mei 2022) was een Santomees politicus. Twee keer (in 1994 en tussen 2001 en 2002) was hij kort premier en van 2016 tot 2021 was hij president van zijn land.

## Carrière
Carvalho was tijdens de eerste democratische parlementsverkiezingen in 1991 lid van de Partido de Convergência Democrática-Grupa de Reflexão en nam namens die partij zitting in het kabinet als Minister van Defensie. Na een conflict tussen president Miguel Trovoada en de PCD-GR-fractie in het parlement werd Carvalho de partij uitgezet en sloot zich aan bij de nieuwe partij van Trovoada, de Acção Democrática Independente (ADI). Namens die partij bekleedde hij van 7 juli 1994 tot aan de verkiezingen later dat jaar de post van premier.
Op 26 september 2001 werd Carvalho, na het ontslag van Guilherme Posser da Costa, door president Fradique de Menezes opnieuw voor het premierschap voorgedragen. Dit keer bekleedde hij die functie tot maart 2002, toen de ADI bij de parlementsverkiezingen flink verloor en de MLSTP-PSD weer een regering vormde. Nadat de ADI bij de verkiezingen van 2010 voor het eerst de grootste partij werd, werd Carvalho voorzitter van de Assembleia Nacional, het parlement van Sao Tomé en Principe. Die functie bekleedde hij tot 2012.
In juli 2011 was Carvalho namens de ADI kandidaat voor het presidentschap. Er moest een tweede ronde komen waarin Carvalho het opnam tegen voormalig dictator Manuel Pinto da Costa. Carvalho haalde zo'n 47% van de stemmen en Da Costa werd uitgeroepen tot winnaar. Vijf jaar later ging het weer tussen Carvalho en Pinto da Costa en dit keer won Carvalho nadat Pinto da Costa zich terugtrok voor de tweede ronde.
Het mandaat van Everisto Carvalho zou aflopen op 3 september 2021. Sao Tomé en Principe had zijn opvolger nog niet gekozen vermits de tweede ronde van de presidentsverkiezingen pas op 5 september waren gepland. Een ongekende situatie, als gevolg van een geschil over de geldigheid van de resultaten van de eerste ronde waardoor de organisatie van de tweede ronde twee keer werd uitgesteld. Het parlement stemde daarom voor verlenging van het mandaat van Evaristo Carvalho.
Op 14 september werd Carlos Vila Nova als winnaar van de presidentsverkiezing de nieuwe president.
Leonel Mário d'Alva (1974–1975) · Miguel Trovoada (1975–1979) · geen (1979–1988) · Celestino Rocha da Costa (1988–1991) · Daniel Lima dos Santos Daio (1991–1992) · Norberto d'Alva Costa Alegre (1992–1994) · Evaristo Carvalho (1994) · Carlos Graça (1994–1995) · Armindo Vaz d'Almeida (1995–1996) · Raul Bragança Neto (1996–1999) · Guilherme Posser da Costa (1999–2001) · Evaristo Carvalho (2001–2002) · Gabriel Arcanjo da Costa (2002) · Maria das Neves (2002–2004) · Damião Vaz d'Almeida (2004–2005) · Maria do Carmo Silveira (2005–2006) · Tomé Vera Cruz (2006–2008) · Patrice Trovoada (2008) · Joaquim Rafael Branco (2008–2010) · Patrice Trovoada (2010–2012) · Gabriel Arcanjo da Costa (2012–2014) · Patrice Trovoada (2014–2018) · Jorge Bom Jesus (2018–2022) · Patrice Trovoada (2022–2025) · Ilza Amado Vaz (2025) · Américo Ramos (2025–heden)
Nuno Xavier Daniel Dias (1975) · Guilherme do Sacramento Neto (1975) · Leonel Mário d'Alva (1975–1980) · Alda Neves da Graça do Espírito Santo (1980–1991) · Leonel Mário d'Alva (1991–1994) · Francisco Fortunato Pires (1994–2002) · Dionísio Tomé Dias (2002–2006) · Francisco da Silva (2006–2010) · Arzemiro dos Prazeres (2010) · Evaristo Carvalho (2010–2012) · Alcino Pinto (2012–2014) · José da Graca Diogo (2014–2018) · Delfim Neves (2018–heden)
Manuel Pinto da Costa (1975–1991) · Leonel Mário d'Alva (1991) · Miguel Trovoada (1991–1995) · Manuel Quintas de Almeida (1995) · Miguel Trovoada (1995–2001) · Fradique de Menezes (2001–2003) · Fernando Pereira (2003) · Fradique de Menezes (2003–2011) · Manuel Pinto da Costa (2011–2016) · Evaristo Carvalho (2016–2021) · Carlos Vila Nova (2021–heden)